# Juan Izquierdo (franciscà)
Fra Juan Izquierdo (Palos de la Frontera, Huelva, 1547? – Mérida, Mèxic, 1602) fou un frare franciscà que va esdevenir bisbe de Yucatán des de 1587 fins a la seva mort.

## Palos de la Frontera i els franciscans
Quan es parla del paper que ha desenvolupat el poble de Palos de la Frontera en la història d'Amèrica, sol pensar-se, gairebé exclusivament, en els esdeveniments relacionats amb la preparació i l'execució del primer viatge colombí. Però a poc a poc, la investigació i l'estudi van donant llum sobre múltiples actuacions en les quals la gent de Palos es mostra com a protagonistes destacats en la colonització del Nou Món, sempre pioners, construint els pilars d'una nova societat, d'una nova cultura, i participant activament en l'evangelització.
Arran del suport fonamental que fra Antonio de Marchena i fra Juan Pérez van prestar a Cristòfor Colom quan el seu ànim defallia davant de l'adversitat, el convent franciscà de Santa María de La Rábida va seguir atentament l'evolució dels esdeveniments i es va erigir en un dels primers focus de l'evangelització americana. Com és lògic, la influència del convent de La Rábida va propiciar que destaquessin especialment els franciscans entre els primers evangelitzadors d'Amèrica provinents de Palos, com fra Juan de Palos, fra Juan Cerrado, fra Pedro Salvador, fra Alonso Vélez de Guevara, fra Juan Quintero, fra Thomás de Narváez i fra Francisco Camacho, que van prendre majoritàriament els hàbits a Mèxic i a Lima.

## El bisbe Izquierdo
De Palos i franciscà va ser també fra Juan Izquierdo, bisbe de Yucatán entre 1587 i 1602. Personatge controvertit, ja que li va tocar viure moments crítics d'enorme tensió i responsabilitat, va aconseguir la consolidació de l'Església en aquesta regió oriental mexicana mitjançant una encertada reorganització del seu bisbat i la introducció d'importants innovacions i reformes.
La fundació a la seva seu de Mérida d'un seminari, verdader centre cultural de la regió; l'acabament de la catedral, a la cripta de la qual jeu enterrat; les seves freqüents visites controlant el bisbat; la seva preocupació perquè els missioners aprenguessin el chontal, la llengua nativa, perquè fossin més eficaços en la seva evangelització, salvant-la al mateix temps de l'oblit conjuntament amb les tradicions i els costums de la cultura indígena; la seva obsessió perquè els escassos recursos d'una Església situada en una terra pobra i marginada estiguessin més ben distribuïts, tot plegat defineix a un Juan Izquierdo dinàmic i efectiu, rigorós i enèrgic, preocupat per dur a terme sempre les mesures que, segons el seu parer, havien de redundar en benefici de l'Església que li havia estat encomanada.